# Stroomschip

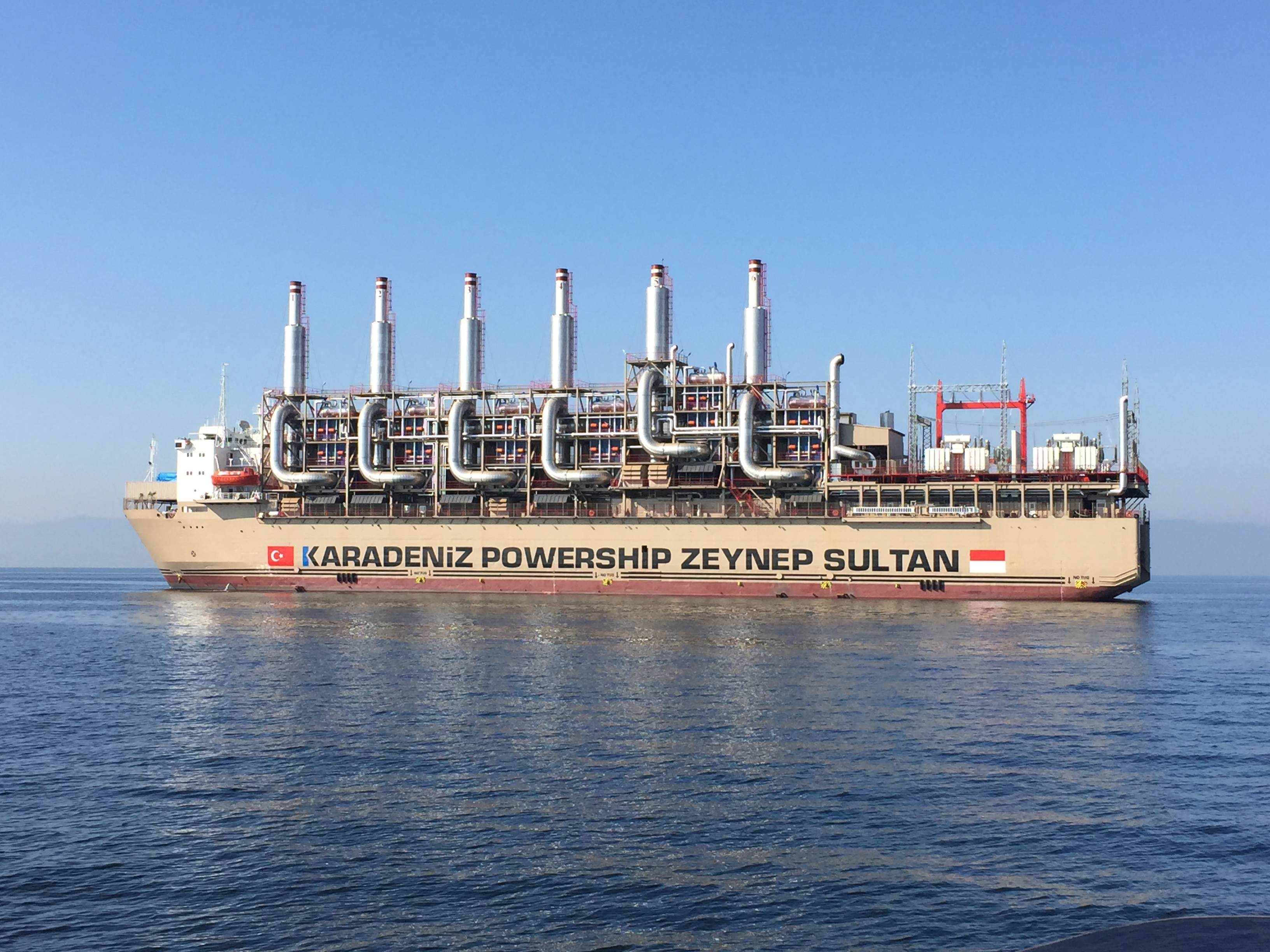
Het Turkse stroomschip Zeynep Sultan

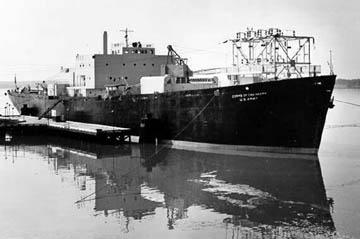
De Sturgis MH-1A afgemeerd

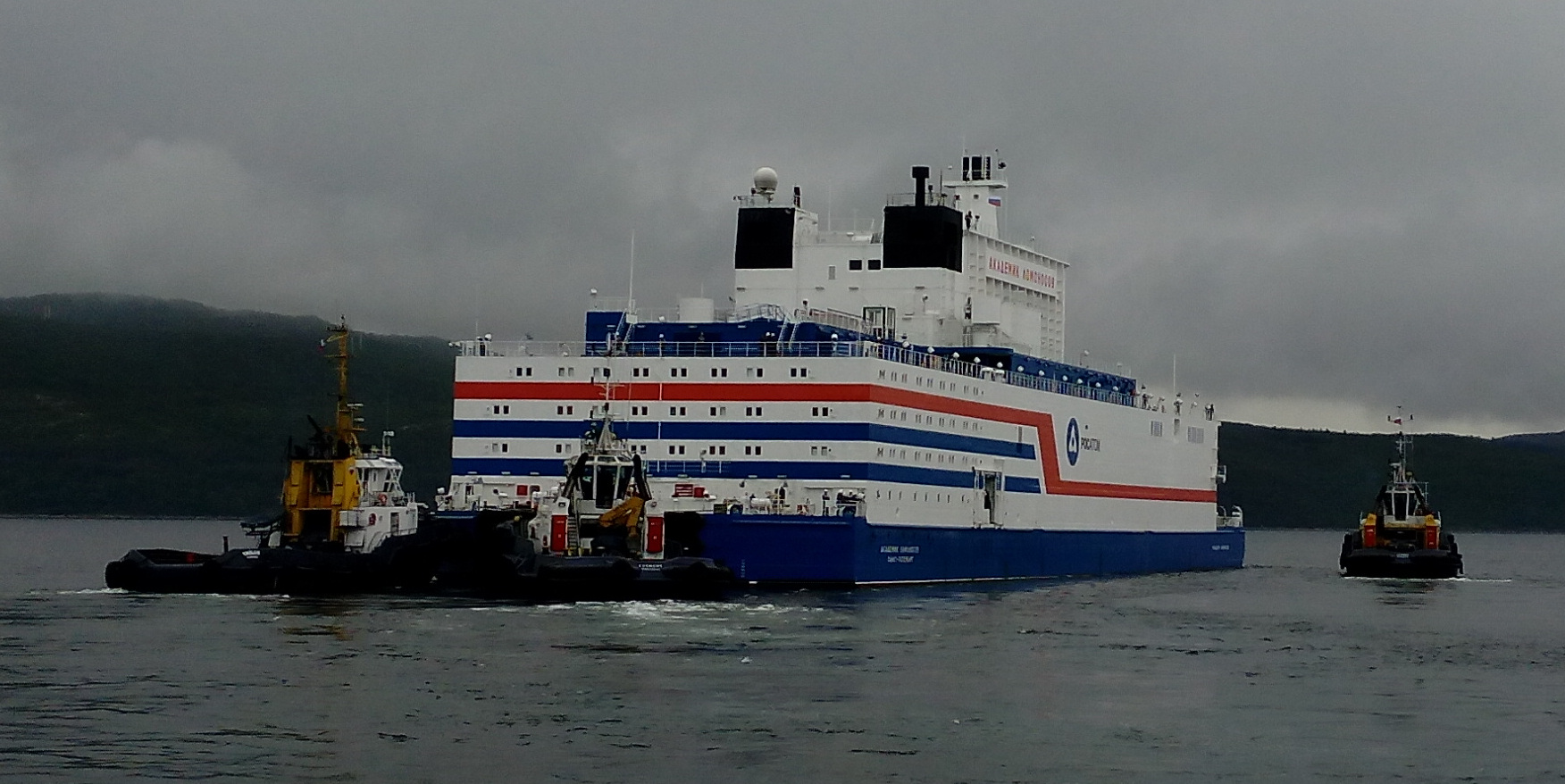
Akademik Lomonosov

Een stroomschip is een schip waarop een kleine energiecentrale gemonteerd is en dat gebruikt wordt om ter plekke energie op te wekken. Meestal zijn het omgebouwde vrachtschepen. Stroomschepen zijn voorzien van een motor, waardoor ze in staat zijn om zich zonder externe hulp voort te bewegen en te manoeuvreren, dit in tegenstelling tot drijvende energieplatformen, die niet gemotoriseerd zijn, zoals bijvoorbeeld drijvende kerncentrales. De energie wordt opgewekt door middel van gasturbines, verbrandingsmotoren, stoomketels of kernreactoren.

## Geschiedenis
De eerste drijvende energiecentrales ontstonden in de eerste helft van de 20e eeuw en werden gebouwd door de Amerikaanse marine. De USS Jacona, al dan niet de eerste drijvende centrale, was oorspronkelijk in 1919 gebouwd als een vrachtschip. In 1930 werd de motor verwijderd en werd het schip omgevormd tot een door stoomketels aangedreven centrale. Het doel van de USS Jacona was om de regio New England te voorzien van elektriciteit tijdens de regelmatige black-outs in de strenge wintermaanden. Ze had een totaal vermogen van 10 MW.
Ook in tijden van oorlog werden stroomschepen ingezet om getroffen gebieden van stroom te voorzien. Een goed voorbeeld hiervan is de USS Wiseman, die tijdens Wereldoorlog II Manilla en tijdens de Koreaanse Oorlog Busan voorzag van energie. De USS Wiseman had oliegestookte ketels voor de productie van stoom die de turbinegeneratoren aandreven. Deze leverden de elektrische stroom voor het hele schip inclusief de schroeven voor de voortstuwing. Deze elektrische scheepsconfiguratie is optimaal voor het leveren van stroom aan wal.
De eerste drijvende kerncentrale, de MH-1A, ook gekend als de USS Sturgis, werd van 1968 tot 1976 ingezet in het Panamakanaal ter vervanging van een waterkrachtcentrale. Voor deze waterkrachtcentrale waren grote hoeveelheden water nodig, waardoor het peil van het kanaal op een aantal plaatsen te laag werd en waardoor sommige schepen het kanaal niet meer konden doorvaren.

## Huidig gebruik
Vandaag de dag beschikt slechts één gespecialiseerde rederij over stroomschepen, namelijk het Turkse Karadeniz Energy Group. In 2019 had het 15 operationele stroomschepen en nog 25 in aanbouw. Hun vermogens bedragen tussen 45 megawatt (MW) en 500 MW. De schepen zijn gebouwd naar aanleiding van het project Power of Friendship om landen in Noord-Afrika, het Midden-Oosten en Zuid-Azië te verhelpen van stroomuitvallen.
In december 2019 werd de Russische Akademik Lomonosov op het net aangesloten. De Akademik Lomonosov is 144 meter lang en 30 meter breed. De waterverplaatsing is zo’n 21.000 ton en het telt een bemanning van 69 personen. Voor de opwekking van elektriciteit heeft het twee gemodificeerde KLT-40-reactoren, elk met een vermogen van 35 MW, aan boord. Het opgesteld vermogen komt daarmee op 70 MW elektriciteit of 50 gigacalorie/h (ca. 300 MW) aan warmte. Het ligt bij Pevek, in de regio Tsjoekotka in het Russische Verre Oosten. De Akademik Lomonosov heeft een geplande levensduur van ten minste 40 jaar.

## Voor- en nadelen
Het grootste voordeel van deze schepen is dat ze mobiel zijn en op veel plaatsen inzetbaar zijn. Ze worden gebruikt om aan een tijdelijke vraag naar energie te voldoen en black-outs te voorkomen of om de tijd nodig om een nieuwe centrale aan land te bouwen, te overbruggen. Het is dan ook niet zo moeilijk om de schepen aan te sluiten op een elektriciteitsnetwerk.
Nadeel van dit systeem is dat het geen langdurige oplossing is voor het tekort aan energie. Ook streken die meer landinwaarts liggen, zullen niet van de voordelen van stroomschepen kunnen profiteren.